# Neotinea tridentata
L'orchidea screziata (Neotinea tridentata (Scop.) R.M.Bateman, Pridgeon & M.W.Chase, 1977) è una pianta appartenente alla famiglia delle Orchidacee.

## Descrizione
È una pianta erbacea alta 10–40 cm, con apparato radicale costituito da due rizotuberi tondeggianti.

Presenta da 3 a 5 foglie basali ovato-lanceolate, riunite in rosetta, e 1 o 2 foglie cauline più strette che inguainano il fusto.

I fiori sono riuniti in infiorescenze globose dense e presentano sepali ovato lanceolati lunghi 3–4 mm, e petali lineari, leggermente più corti, uniti a formare un casco, di colore roseo-porporino. Il labello è trilobato, con lobi laterali divergenti e lobo mediano più lungo, a sua volta bilobo, biancastro con striature rosa-porpora. Il ginostemio è corto ed ottuso, con antera viola-porpora e masse polliniche verdastre. Lo   sperone è discendente, più corto dell'ovario.
Fiorisce da aprile a giugno.
Il numero cromosomico di N. tridentata è 2n=42.
Morfologicamente molto simile alla congenere Neotinea commutata, endemica della Sicilia, se ne differenzia per il numero cromosomico (che in N. commutata è 2n=84) e per l'infiorescenza che è più globosa e con fiori più piccoli rispetto alla congenere siciliana..

## Distribuzione e habitat
È una specie ampiamente diffusa nel bacino del Mediterraneo, sporadicamente rinvenuta anche in Germania e nel Caucaso. In Italia è comune in tutto il territorio nazionale, con l'eccezione della Sicilia dove è vicariata da Neotinea commutata.
Cresce in pascoli magri, prati, garighe e radure di macchia, da 0 a 1800 m di altitudine, con predilezione per i suoli calcarei.

## Tassonomia
In passato attribuita al genere Orchis è stata recentemente riconosciuta, sulla base di studi sul DNA ribosomiale, come facente parte del genere Neotinea.